# Grotta Mandrin
La Grotta Mandrin è una grotta e un sito archeologico, che deve il nome al famoso brigante del XVIII secolo Louis Mandrin, che si trova a Malataverne cittadina della regione francese della Alvernia-Rodano-Alpi.

## Descrizione
Il sito fu frequentato lungo un ampio arco temporale compreso tra 120.000 e 42.000 fa, da Neanderthal e primi esseri umani moderni europei (EEMH), suggerendo possibili interazioni tra le due specie.
Uno studio pubblicato nel 2022 conclude che l’occupazione da parte dei EEMH è datata a 54.000 anni fa (tra 56.800 e 51.700 anni prima del presente). La datazione, ottenuta mediante fuliginocronologia e confermata dalla termoluminescenza, è stata fatta su uno strato di sedimento dove sono stati rinvenuti strumenti litici e un molare rotto di un bambino di Homo sapiens; gli strati immediatamente soprastanti e sottostanti contengono invece resti di Neanderthali e strumenti musteriani, evidenziando quindi che il sito fu frequentato alternativamente dalle due specie.